# Codex Guta-Sintram

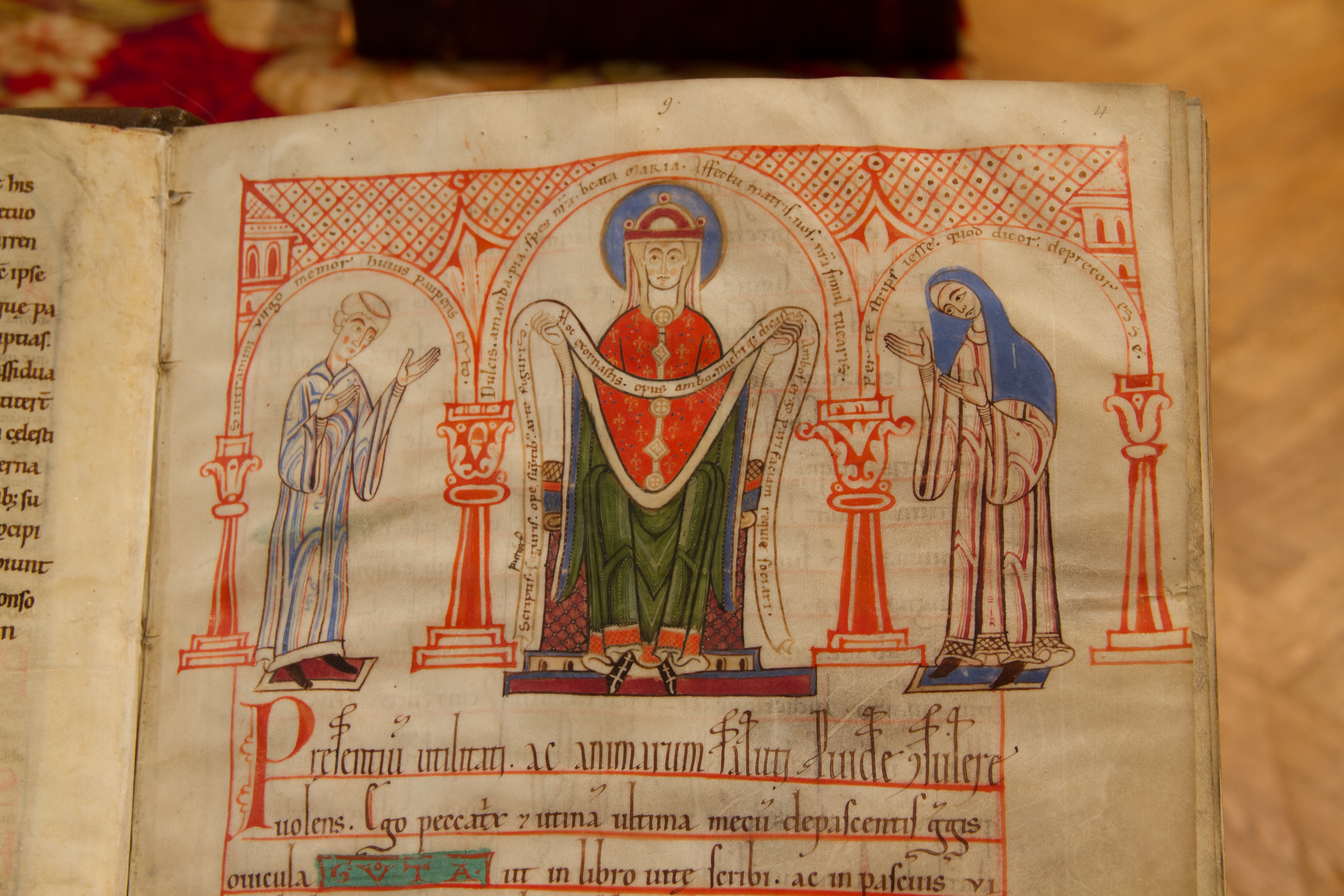
Der Guta-Sintram-Codex, Dedikationsbild: Sintram (links) und Guta (rechts) in Verehrung der Maria (fol. 9r)

Der Guta-Sintram-Codex ist eine der kostbarsten mittelalterlichen Handschriften des Elsass, die wegen ihres Alters, ihres außergewöhnlichen romanischen Buchschmucks und ihres Inhalts als Kulturschatz von europäischem Rang zählt. 

## Entstehung, Inhalt, Gebrauch
Er wurde um 1154 von der Augustiner-Chorfrau Guta von Schwarzenthann und dem Augustiner-Chorherrn Sintram von Marbach in den Klöstern Marbach in der Nähe von Obermorschwihr und Schwarzenthann bei Wintzfelden im Elsass verfasst.
Die Schrift stammt von der Hand der Guta, während Sintram den Buchschmuck mit ganzseitigen Bildern und zahllosen großen und kleinen Initialen ausführte. Gemeinsam vollendeten die beiden 1154 das Werk und weihten es der Jungfrau Maria.
Dieses „Gebetbuch“ versammelt neben Gebeten viele andere Texte, es diente den Damen im Kloster Schwarzenthann auch als Nachschlagewerk für das tägliche Leben, zum Gebrauch des Kalenders, der Berechnung des Osterdatums sowie für Gesundheit und Heilkunde. Es enthält im Kalender ein Heiligenverzeichnis (Martyrologium) und ein Nekrolog, das ist ein (bis in das Spätmittelalter fortgeführtes) Verzeichnis der verstorbenen Mitglieder und Wohltäter der beiden Klöster. Daneben gehört zu den Texten im Codex die Augustinerregel, nach der in den beiden Klöstern gelebt wurde, mitsamt dem Kommentar zu dieser Regel von Hugo von St. Viktor. Diese Lebensordnung wird durch die Consuetudines genannten ortsspezifischen Lebensregeln des Klosters ergänzt. Abschriften wichtiger Urkunden mit den Privilegien des Klosters sind ebenso zu finden.
Der Codex Guta-Sintram blieb über die Jahrhunderte erhalten, im Gegensatz zur anderen bedeutenden elsässischen Handschrift, dem 1870 verbrannten „Hortus Deliciarum“.
Der Codex Guta-Sintram befindet sich heute in der Bibliothèque du Grand Séminaire in Straßburg und trägt die Signatur Ms 37.

## Ausgaben
- Béatrice Weis (Hrsg.): Le „Codex Guta-Sintram“. Manuscrit 37 de la Bibliothèque du Grand Séminaire de Strasbourg. 2 Bände. Éditions Facsimilés, Luzern; Editions Coprur, Strasbourg 1982–1983, ISBN 3-85672-023-5:
  - [Hauptband], 1982, OCLC 720918892 (mit Faksimile);
  - [Kommentarband], 1983, OCLC 310912346.